# Sedm ctností

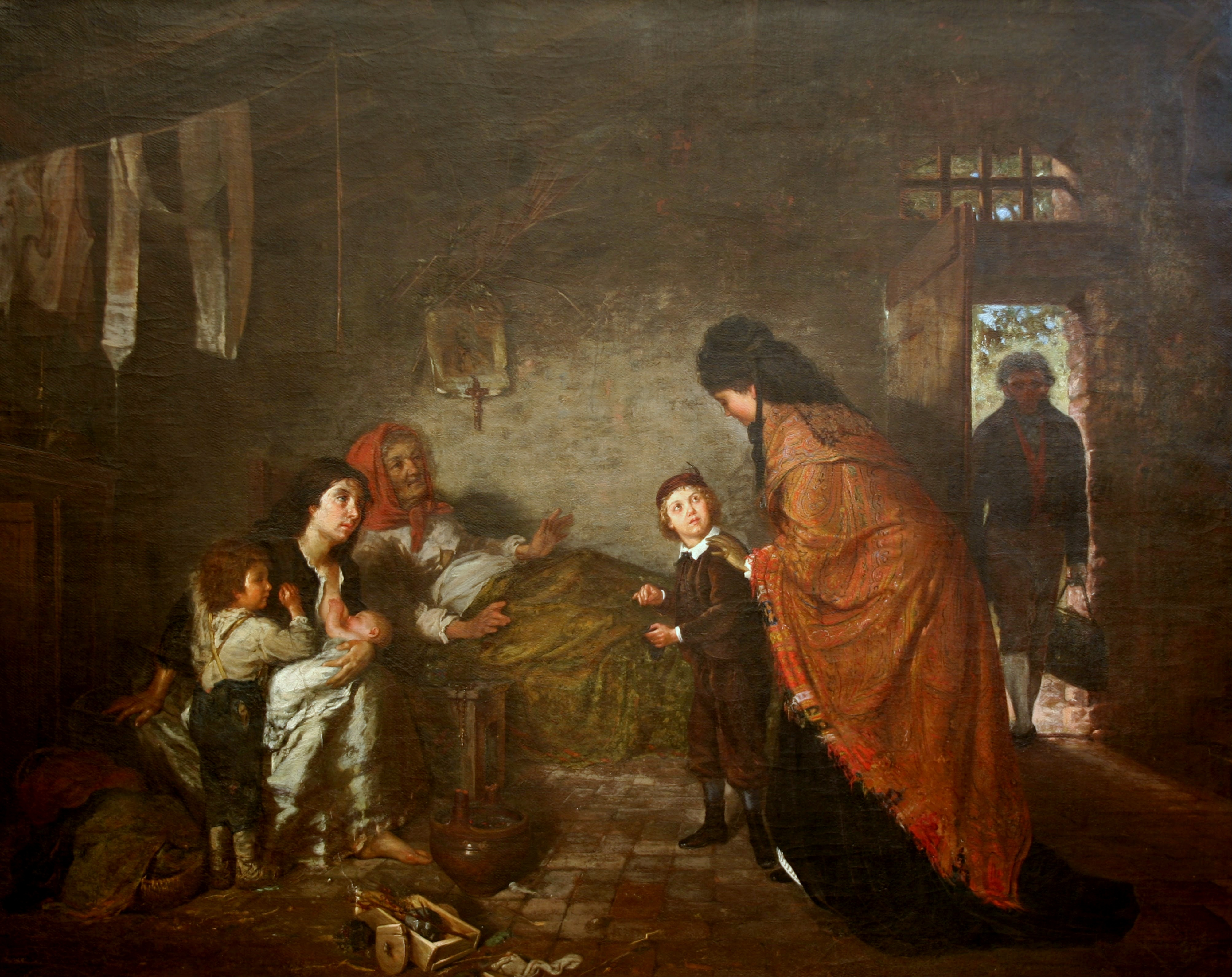
João Zeferino da Costa: Štědrost, 1872, olej na plátně

Sedm ctností je klasifikace ctností vycházející z básně Aurelia Prudentia Clementa Psychomachia z 5. století. Báseň popisuje boj ctností a hříchů. Podle tohoto ve středověku populárního díla se také stalo sedm ctností protipólem sedmi hlavních hříchů (neřestí).

## Sedm ctností podle Prudentia

### Pokora(Humilitas)
Lidskost, skromnost, nesobeckost, mající respekt. Mít důvěru, když se očekává, nikoliv neúměrně velebit sám sebe. Je to pocit, kdy si člověk uvědomuje vlastní nedokonalost či závislost na někom. Vyrůstá z pocitu vlastní slabosti a nedokonalosti vzhledem k požadavkům vyšších bytostí.

### Štědrost(Caritas)
Láska, charita, velkorysost, ochota dávat, uskutečňování šlechetných myšlenek nebo činů, soucit. Štědrost je vyváženým středem mezi rozhazovačností a lakomstvím. Potlačená chamtivost a egoismus. Nepřítomnost žádostivosti a neulpívání na vnímaném objektu.

### Přejícnost(Benevolentia)
Laskavost, lidskost, obdiv, charita, soucit, přátelství bez předsudku a bez příčiny.

### Mírumilovnost(Patientia; jindyPrudentia)
Trpělivost, schopnost snášet, otužilost, shovívavost, vyrovnanost. Shovívavost a odolnost snášet utrpení dosažené sebeovládáním, umírněností a zdrženlivostí. Vyřešení konfliktu mírumilovně, i když se druhá strana uchýlí k násilí. Schopnost odpustit, smilovat se nad hříšníky. Laskavost je vyvážený střed mezi hněvem a slabošstvím. Prudentia znamená opatrnost a obezřetnost, bývá zobrazena s dvěma hlavami či se zrcadlem, což symbolizuje, že se ohlíží do minulosti i do budoucnosti. 

### Cudnost(Castitas)
Zahrnuje přísnou mravní čistotu, prospěšnost a dosažení čistoty myšlenky pomocí vědomého zdokonalování. Cudnost, zdrženlivost, bezúhonnost, čistota duše. (Obzvlášť ve vztahu k pohlavnímu životu.)

### Střídmost(Temperantia)
Sebekontrola, zdrženlivost a umírněnost, vnímání plnou myslí, sebeovládání, „uzda“.

### Činorodost(Industria; jindyFortitudo)
Úsilí, pracovitost, píle, přičinlivost, iniciativa. Horlivá a důkladná přirozenost v činění a konání. Energická pracovní morálka. Hospodařit dobře s časem, sledovat vlastní činnosti a vyvarovat se lenivosti.

## Ctnosti teologální a kardinální
Podle jiného pojetí je sedm ctností spojením tří božských (teologálních) ctností, jimiž jsou víra (lat. fides), naděje (spes) a láska (caritas), s čtyřmi ctnostmi kardinálními – moudrostí/rozumností/prozíravostí (prudentia), spravedlnosti (iustitia), mírnosti/uměřenosti (temperantia) a statečnosti (fortitudo) (tyto čtyři ctnosti uvádí Cicero, přejímá je svatý Ambrož a po něm řada dalších autorů včetně Tomáše Akvinského).